# Metopobactrus
Metopobactrus là một chi nhện trong họ Linyphiidae.